# Muros
Muros (sardisk: Mùros) er en by og en kommune (comune) i provinsen Sassari i regionen Sardinien i Italien. Byen ligger i 305 meters højde og har 852 indbyggere (2016). Kommunen har et areal på 11,23 km² og grænser til kommunerne Cargeghe, Osilo, Ossi og Sassari.